# Liste der griechisch-katholischen Bischöfe in der Slowakei
Die folgenden Personen waren bzw. sind Bischöfe/Erzbischöfe und Weihbischöfe der Griechisch-Katholischen Kirche in der Slowakei:

## Diözese Prešov
| Nr. | Bischof                 | von       | bis  | Beschreibung | Darstellung | Wappen |
| --- | ----------------------- | --------- | ---- | --- | ----------- | ------ |
| 01  | Gregor Tarkovič         | 1818      | 1841 | * 20. November 1754 in Pasika (Ukraine), am 1. Januar 1779 in Mukatschewe (Ruthenien) zum Priester geweiht, am 26. September 1818 zum Bischof von Prešov ernannt, zum Bischof geweiht am 17. Juni 1821, † 16. Januar 1841 |             |        |
| 02  | Jozef Gaganecz          | 1842      | 1875 | * 10. April 1793 in Bardejov (Ostslowakei), am 8. März 1817 Mukatschewe (Ruthenien) zum Priester geweiht, am 2. August 1842 zum Bischof von Prešov ernannt, zum Bischof geweiht am 25. Juni 1843, † 22. Dezember 1875 |             |        |
| 03  | Mikuláš Tóth            | 1876      | 1882 | * 10. August 1833 in Mukatschewe (Ukraine), am 18. Dezember 1857 zum Priester geweiht, am 3. April 1876 zum Bischof von Prešov ernannt, zum Bischof geweiht am 21. Mai 1876, † 21. Mai 1882 |             |        |
| 04  | Ján Vályi               | 1882      | 1911 | * 22. September 1837 in Ó-Vencsellő (Ungarn), am 26. Oktober 1865 zum Priester geweiht, am 11. Oktober 1882 zum Bischof von Prešov ernannt, zum Bischof geweiht am 20. Mai 1883, † 19. November 1911 |             |        |
| 05  | Stefan Novák            | 1913      | 1918 | * 4. Dezember 1879 in Ubľa (Ostslowakei), am 9. Januar 1905 zum Priester geweiht, 1913 zum Bischof von Prešov ernannt, zum Bischof geweiht am 11. Januar 1914, emeritiert am 1. Oktober 1918, † 2. September 1932 |             |        |
| –   | Dionisije Njaradi       | 1922      | 1927 | * 10. Oktober 1874 in Ruski Krstur (Serbien), am 1. Januar 1899 zum Priester geweiht, am 5. Dezember 1924 zum Weihbischof in Križevci und gleichzeitig zum Titularbischof von Abila in Palaestina ernannt, zum Bischof geweiht am 9. Januar 1915, am 1. Mai 1920 Bischof von Križevci, ab 27. Oktober 1922 auch Apostolischer Administrator von Prešov, resigniert im Februar 1927, † 14. April 1940                           |             |        |
| 06  | Pavol Peter Gojdič OSBM | 1926 1940 | 1960 | * 17. Juli 1888 in Ruské Pekľany, am 27. August 1911 zum Priester geweiht, am 27. Januar 1923 in den Orden eingetreten, am 14. September 1926 zum Apostolischen Administrator von Prešov ernannt, am 7. März 1927 zum Titularbischof von Harpasa, zum Bischof geweiht am 25. März 1927, am 11. April 1940 zum Bischof von Prešov ernannt, † 17. Juli 1960 und am 4. November 2001 von Papst Johannes Paul II. seliggesprochen. |             |        |
| 07  | Ján Hirka               | 1989      | 2002 | * 16. November 1923 in Abranovce, am 31. Juli 1949 zum Priester geweiht, am 2. April 1969 zum Apostolischen Administrator von Prešov ernannt, am 21. Dezember 1989 zum Bischof von Prešov ernannt, zum Bischof geweiht am 17. Februar 1990, emeritiert am 11. Dezember 2002 |             |        |
| 08  | Ján Babjak SJ           | 2002      | 2022 | * 28. Oktober 1953 in Hažín nad Cirochou, am 11. Juni 1978 zum Priester geweiht, am 18. Juni 1987 der Gesellschaft Jesu beigetreten, Am 11. Dezember 2002 zum Bischof von Prešov ernannt, zum Bischof geweiht am 18. Januar 2003, mit der Erhebung der Eparchie Prešov zur Erzeparchie am 30. Januar 2008 Erzbischof und Ersthierarch der Slowakisch-katholischen Kirche, emeritiert am 25. April 2022                         |             |        |
| –   | Peter Rusnák            | 2022      | 2024 | * 6. September 1950 in Humenné, am 16. Juni 1987 in Prešov zum Priester geweiht, am 30. Januar 2008 zum Bischof von Bratislava ernannt, zum Bischof geweiht am 16. Februar 2008 und am 9. März 2008 eingeführt. Am 25. April 2022 wurde er von Papst Franziskus zum Apostolischen Administrator sede vacante der Diözese Prešov ernannt und wird am 27. Januar 2024 bei Maxim ersetzt.                                         | (rechts)    |        |
| 09  | Jonáš Jozef Maxim       | 2024      |      | * 21. November 1974 in Levoča, am 11. Juli 1998 zum Priester geweiht, am 26. Oktober 2023 zum Erzbischof von Prešov ernannt und wird am 27. Januar 2024 zum Bischof geweiht und eingeführt. |             |        |

| Nr. | Weihbischof        | von  | bis  | Beschreibung | Darstellung | Wappen |
| --- | ------------------ | ---- | ---- | --- | ----------- | ------ |
| 01  | Vasiľ Hopko        | 1946 | 1976 | * 21. April 1904 in Hrabské, am 3. Februar 1929 zum Priester geweiht, am 9. November 1946 zum Weihbischof in Prešov und gleichzeitig zum Titularbischof von Midila ernannt, zum Bischof geweiht am 11. Mai 1947, † 23. Juli 1976 und am 14. September 2003 von Papst Johannes Paul II. seliggesprochen. |             |        |
| 02  | Milan Chautur CSsR | 1992 | 1997 | * 4. September 1957 in Snina, am 14. Juni 1981 zum Priester geweiht, am 11. Januar 1992 zum Weihbischof in Prešov und gleichzeitig zum Titularbischof von Cresima ernannt, zum Bischof geweiht am 11. Mai 1947. Zum Bischof des Apostolischen Exarchats Košice wurde er am 27. Januar 1997 ernannt. |             |        |
| 03  | Milan Lach SJ      | 2013 | 2017 | * 18. November 1973 in Kežmarok, am 1. Juli 2001 zum Priester geweiht, am 19. April 2013 zum Weihbischof in Prešov und gleichzeitig zum Titularbischof von Ostracine ernannt, zum Bischof geweiht am 8. Juni 2013. Zum Apostolischen Administrator der vakanten Eparchie Parma der ruthenischen griechisch-katholischen Kirche in den Vereinigten Staaten wurde er am 24. Juni 2017 ernannt. Am 1. Juni 2018 wurde er zum Bischof der Eparchie Parma ernannt und am 23. Januar 2023 erneut zum Titularbischof von Ostracine und zum Weihbischof in Bratislava. |             |        |

## Diözese Bratislava
| Nr. | Bischof      | von  | bis | Beschreibung | Darstellung | Wappen |
| --- | ------------ | ---- | --- | --- | ----------- | ------ |
| 01  | Peter Rusnák | 2008 |     | * 6. September 1950 in Humenné, am 16. Juni 1987 in Prešov zum Priester geweiht, am 30. Januar 2008 zum Bischof von Bratislava ernannt, zum Bischof geweiht am 16. Februar 2008 und am 9. März 2008 eingeführt. Am 25. April 2022 wurde er von Papst Franziskus zum Apostolischen Administrator sede vacante der Diözese Prešov ernannt und wird am 27. Januar 2024 bei Maxim ersetzt. | (rechts)    |        |

| Nr. | Weihbischof   | von  | bis | Beschreibung | Darstellung | Wappen |
| --- | ------------- | ---- | --- | --- | ----------- | ------ |
| 01  | Milan Lach SJ | 2023 |     | * 18. November 1973 in Kežmarok, am 1. Juli 2001 zum Priester geweiht, am 19. April 2013 zum Weihbischof in Prešov und gleichzeitig zum Titularbischof von Ostracine ernannt, zum Bischof geweiht am 8. Juni 2013. Zum Apostolischen Administrator der vakanten Eparchie Parma der ruthenischen griechisch-katholischen Kirche in den Vereinigten Staaten wurde er am 24. Juni 2017 ernannt. Am 1. Juni 2018 wurde er zum Bischof der Eparchie Parma ernannt und am 23. Januar 2023 erneut zum Titularbischof von Ostracine und zum Weihbischof in Bratislava. |             |        |

## Diözese Košice
| Eparchie Košice \| Nr. \| Bischof \| von \| bis \| Beschreibung \| Darstellung \| Wappen \| \| --- \| ------------------ \| ---- \| ---- \| -------------------------------------------------------------------------------------------------------------------------------------------------------------------------------------------------------------------------------------------------------------------------------------------------------------------------------------------------------------------------------- \| ----------- \| ------ \| \| 01 \| Milan Chautur CSsR \| 2008 \| 2021 \| * 4. September 1957 in Snina, am 14. Juni 1981 zum Priester geweiht, am 11. Januar 1992 zum Titularbischof von Cresima und gleichzeitig zum Weihbischof in Prešov ernannt, zum Bischof geweiht am 29. Februar 1992, am 27. Januar 1997 zum Exarch von Košice, am 30. Januar 2008 zum Bischof von Košice ernannt und am 18. Februar 2008 eingeführt, am 24. Juni 2021 emeritiert. \| \| \| \| 02 \| Cyril Vasiľ SJ \| 2021 \| \| * 10. April 1965 in Košice, am 14. Juni 1987 zum Priester geweiht, am 7. Mai 2009 zum Titularbischof von Ptolemais und gleichzeitig zum Sekretär der Kongregation für die orientalischen Kirchen ernannt, zum Bischof geweiht am 14. Juni 2009, am 20. Januar 2020 zum Apostolischen Administrator der Eparchie Košice ernannt, am 24. Juni 2021 zum Bischof von Košice ernannt. \| \| \| |                    |      |      | |             |        |
| Nr. | Bischof            | von  | bis  | Beschreibung | Darstellung | Wappen |
| 01 | Milan Chautur CSsR | 2008 | 2021 | * 4. September 1957 in Snina, am 14. Juni 1981 zum Priester geweiht, am 11. Januar 1992 zum Titularbischof von Cresima und gleichzeitig zum Weihbischof in Prešov ernannt, zum Bischof geweiht am 29. Februar 1992, am 27. Januar 1997 zum Exarch von Košice, am 30. Januar 2008 zum Bischof von Košice ernannt und am 18. Februar 2008 eingeführt, am 24. Juni 2021 emeritiert. |             |        |
| 02 | Cyril Vasiľ SJ     | 2021 |      | * 10. April 1965 in Košice, am 14. Juni 1987 zum Priester geweiht, am 7. Mai 2009 zum Titularbischof von Ptolemais und gleichzeitig zum Sekretär der Kongregation für die orientalischen Kirchen ernannt, zum Bischof geweiht am 14. Juni 2009, am 20. Januar 2020 zum Apostolischen Administrator der Eparchie Košice ernannt, am 24. Juni 2021 zum Bischof von Košice ernannt. |             |        |

## Nachweise
Prešov
- Eintrag zu Prešov auf catholic-hierarchy.org
- Offizielle Website der Erzeparchie Prešov (slowakisch)

Bratislava
- Eintrag zu Bratislava auf catholic-hierarchy.org
- Offizielle Website der Eparchie Bratislava (slowakisch)

Košice
- Eintrag zu Košice auf catholic-hierarchy.org
- Website der Eparchie Košice (slowakisch)